# Ларссон, Адам
Адам Ларссон (швед. Adam Larsson; 12 ноября 1992, Шеллефтео, Швеция) — шведский хоккеист, защитник. Выступает за «Сиэтл Кракен» в Национальной хоккейной лиге.
Воспитанник хоккейной школы ХК «Шеллефтео».
В составе молодёжной сборной Швеции участник чемпионатов мира 2010 и 2011. В составе юниорской сборной Швеции участник чемпионатов мира 2009 и 2010. В составе сборной Швеции чемпион мира 2018 года.
Достижения
- Серебряный призёр чемпионата Швеции (2011)
- Бронзовый призёр молодежного чемпионата мира (2010)
- Серебряный призёр юниорского чемпионата мира (2010).
- Чемпион мира 2018.

Награды
- Лучший защитник юниорского чемпионата мира (2010).